# HD 23753
HD 23753 ist ein in den Plejaden gelegener Stern ohne Eigennamen. Er liegt etwas außerhalb der bekannten Sterne der Plejaden. Der Stern wird als bedeckungsveränderlicher Algolstern mit Spektralklasse B8V klassifiziert. Er befindet sich gemäß Gaia EDR3 in einer Entfernung von etwas über 420 LJ.